# لحظة (برنامج)
لحظة، هو برنامج علمي من تقديم الكاتب والإعلامي الإماراتي «ياسر حارب»، عرض في 30 حلقة في شهر رمضان 1437 هـ/2016، كما عرض الجزء الثاني منه في شهر رمضان من سنة 1438هـ/2017مـ وذلك في 30 حلقة أيضًا. يهدف البرنامج إلى معالجة الجهل بالمعرفة، وذلك من خلال دمج المشاهدين مع العلم، والتقدم العلمي والتكنولوجيا. وهو من إنتاج جينوميديا للإنتاج الإعلامي.

## فكرة البرنامج
يهدف برنامج لحظة إلى تبسيط الأمور العلمية والتكنولوجيا والمفاهيم المعقدة إلى مواضيع بسيطة تسهل على الجميع بأسلوب حديث، من خلال حلقات شيّقة تجذب المشاهدين من جميع الفئات العمرية، لكي يأخذوا لحظة للتفكير في آخر الاكتشافات العلمية والتقنية.
كما ويستهدف البرنامج جميع الفئات العمرية، ويسعى لاستشراف المستقبل من خلال الكشوفات العملية الهائلة التي حققها العلماء والمخترعون في مختلف دول العالم.
ويُعتبر برنامج لحظة الأول من نوعه على الشاشة العربية من ناحية المحتوى والصورة.

## الحلقات

### الموسم الأول
| رقم الحلقة | عنوان الحلقة               | موضوع الحلقة | أسئلة الحلقة | تاريخ البث           |
| ---------- | -------------------------- | --- | --- | -------------------- |
| 1          | البيانات الضخمة            | تناقش هذه الحلقة ثورة البيانات الكبيرة، وكيف تؤثر هذه البيانات في حياتنا اليومية. ويتم أيضًا عرض المزايا والمخاطر المحتملة من هذه البيانات مع تقديم الاحصاءات الخاصة بمنطقة الشرق الأوسط.                                                                 | - ما هي البيانات الضخمة؟ - كيف تؤثر في عالمنا وتغير فيه؟ - تقسيم البيانات الضخمة لسهولة البحث والاسترجاع. - ماذا يحمل المستقبل؟                                                                                   | 06 يونيو/حزيران 2016 |
| 2          | تغيّر المناخ                | تشرح الحلقة التغير المناخي، وتبحث في أسبابه الرئيسة وكيف صار العالم اليوم نتيجة لهذا التغيّر، وكيف تحاول الحكومات الدولية إيجاد حلول لهذه المشكلة. | - ما هو تغير المناخ؟ - ما هي المسببات الرئيسية لهذا التغيّر؟ - أين هي العلوم عن تغير المناخ؟ - ما الذي سيحصل في المستقبل؟                                                                                          | 07 يونيو/حزيران 2016 |
| 3          | ناسا                       | تقوم هذه الحلقة بتسليط الضوء على تاريخ ناسا. وتبحث أيضًا عن تأثيرها الايجابي على البشرية والحياة. | - نبذة تاريخية عن ناسا، وما هو دورها؟ - ماهي إنجازات ناسا ليومنا هذا؟ - معلومات وحقائق عن ناسا وقدراتها. - ناسا وعلاقتها بالانسانية والمجتمعات، هل نحن بحاجة لها؟ - المستقبل وناسا.                               | 08 يونيو/حزيران 2016 |
| 4          | إدمان الأشياء              | تسلط هذه الحلقة الضوء على موضوع الإدمان والعلم من النواحي البيولوجية والفسيولوجية. كما تقوم الحلقة بمناقشة أسباب الإدمان من النواحي النفسية، وكيفية حدوث الإدمان والتخلص منه.                                                                            | - ماذا نعتقد بأننا نعرف؟ مقارنة بالحقيقة. - ما الذي يحصل في العقل؟ - لماذا يتأثر البعض بالإدمان بينما لا يتأثر البعض الآخر؟ - ما هو دور العلوم وكيف تساعدنا على التخلص من الإدمان؟                                | 09 يونيو/حزيران 2016 |
| 5          | الطائرات بدون طيّار         | تقوم هذه الحلقة بتقديم فكرة الطائرات بلا طيّار، وأنواع الطائرات، والاستخدامات الحالية المختلفة لهذه الطائرات. يتم استخدام الطائرات في مجالات مختلفة مثل: العلوم، والإعلام، والهندسة، والعسكرية، الزراعة، وغيرها من المجالات التي عرضت في هذه الحلقة.      | - ما هي الطائرات بلا طيّار (Drones)؟ - ما هي استخداماتها؟ - الطائرات بلا طيّار في العلوم، والإعلام، والزراعة ومجالات أخرى. - ماذا يحمل المستقبل؟                                                                    | 10 يونيو/حزيران 2016 |
| 6          | الكافيين                   | تناقش هذه الحلقة موضوع الهوس المتعلق بالكافيين في القهوة والشاي، من حيث المحتويات الكيميائية، وتأثيرها على الأجسام. يتم عرض لمحة تاريخية عن أصول تناول الشاي والقهوة مع شرح إذا ما كانت هذه المشروبات تساعد في الوقاية من بعض الأمراض كالسرطان والسكري.  | - نبذة تاريخية عن شرب الشاي والقهوة. - هل تساعد هذه المشروبات في الوقاية من السرطان، والسكر، وضغط الدم. - ماذا يحمل لنا المستقبل؟ هل هناك آثار سلبية للكافيين؟ - التطورات المستقبلية.                             | 11 يونيو/حزيران 2016 |
| 7          | التوتر                     | تشرح الحلقة عن التوتر وآثاره على الجسم من الناحية الفسيولوجية والنفسية. وتناقش آثار التوتر على المدى القصير والطويل، بجانب ما توصلت إليه العلوم والتكنولوجيا في هذا المجال.                                                                              | - ما هو التوتر؟ - ما هو تأثير التوتر على أجسامنا؟ - التوتر والاكتئاب. - كيف تساعد العلوم في حل هذه المشكلات؟ | 12 يونيو/حزيران 2016 |
| 8          | الإنسان الاصطناعي          | تقوم هذه الحلقة بشرح الأعضاء الاصطناعية من خلال تعرف المشاهد بها، وتاريخها وتطبيقاتها. حيث يتم تسليط الضوء على الجوانب الإنسانية، والرياضية، والطبية، والحربية والزراعية التي تم من خلالها تطبيق هذه الاختراعات.                                         | - ما هي الأعضاء الاصطناعية؟ - نبذة تاريخية. - أين وصلت تقنيات الأعضاء الاصطناعية اليوم؟ - ماذا يحمل لنا المستقبل؟                                                                                                 | 13 يونيو/حزيران 2016 |
| 9          | الطاقة البديلة             | تبحث الحلقة عن موزعات الطاقة الحالية وتأثيرها على البيئة. وتشرح أيضًا عن مصادر الطاقة المتجددة، وتسلط الضوء على الدول والمدن التي تقود العالم في هذا المجال.                                                                                              | - لماذا تستخدم الطاقة البديلة؟ - ما هي وسائل الطاقة البديلة المستخدمة حاليًا؟ | 14 يونيو/حزيران 2016 |
| 10         | محطة الفضاء الدولية        | تناقش الحلقة الغرض من محطة الفضاء العالمية، وفوائدها للبشرية، وماذا تعلمنا من الفضاء. وتسلط الضوء أيضًا على الفوائد التي تعود على البشرية ومناقشة التطبيقات المستقبلية لما تعلمناه من الفضاء.                                                             | - ما هي ISS؟ - لماذا تسبح المحطة في الفضاء؟ - ماهي التطبيقات المستقبلية للفضاء وماذا استفدنا منها؟ - ماذا يحمل المستقبل لنا؟                                                                                      | 15 يونيو/حزيران 2016 |
| 11         | الذكاء الاصطناعي           | تعرف الحلقة معنى الذكاء الاصطناعي، وماذا يعني لنا في حياتنا اليومية، كما يناقش مستقبله وتقدمه التكنولوجي، وما هي فوائده ومخاطره المحتملة. | - ما هو الذكاء الاصطناعي؟ - هل يحيط بنا الذكاء الاصطناعي اليوم؟ - ماهي أنواع الذكاء الاصطناعي؟ - ماهو مستقبل الذكاء الاصطناعي؟                                                                                    | 16 يونيو/حزيران 2016 |
| 12         | التأمل                     | تناقش الحلقة علم التأمل وتأثيره على عقل الإنسان وما يحدث في الدماغ عند قيام الإنسان بالتأمل. تقوم الحلقة أيضًا بتوضيح الجانب العصبي للتأمل حيث يساعد في علاج الكثير من الأمراض.                                                                           | - ما هو التأمل؟ - ما هو تأثيره على العقل؟ - التأمل كعلاج. هل هذا حقيقي؟ - التأمل وعلم الأعصاب. | 17 يونيو/حزيران 2016 |
| 13         | مستقبل الغذاء              | تبحث الحلقة في موضوع صناعة الأغذية المعدلة جينيًا، وتناقش فوائد الاغذية وقصورها جينيًا. وتوضح أيضًا كيف يتم تعديل المواد الغذائية والمحاصيل، وما سيحصل إن توقفنا عن تعديل الأغذية جينيًا.                                                                    | - ما هو تعريف الغذاء الجيد؟ - ماذا تعني كلمة (صحي) في يومنا هذا؟ - كيف أثرت العلوم في صناعات الأغذية؟ - ماذا يحمل المستقبل؟                                                                                       | 18 يونيو/حزيران 2016 |
| 14         | عقل المراهق                | تقوم الحلقة بمناقشة عقول المراهقين وكيفية اختلافها عن عقول البالغين على المستويات الفسيولوجية والنفسية. كما تسلط الضوء على بعض التساؤلات مثل: كيف يفكر المراهق، وغيرها من الأسئلة.                                                                       | - ماهو الفرق بين عقل المراهق والبالغ؟ - كيف يفكر المراهق؟ وكيف يعبر عن مشاعره؟ ويتخذ القرارات؟ - لماذا يتمرد المراهقون؟ - لماذا يسهل تشتت المراهقين؟ ما هي أسباب تشتتهم؟ - كيف تؤثر العلوم في فهم مرحلة المراهقة؟ | 19 يونيو/حزيران 2016 |
| 15         | التلسكوبات                 | تناقش الحلقة دور التلسكوبات في مساعدة تشكيل العلم على مر التاريخ من وقت غاليليو إلى اليوم، بالإضافة إلى فوائد التلسكوبات، ومواصفاتها، وقدراتها، وإنجازاتها.                                                                                              | - ما هو التلسكوب؟ - ما هو دور التلسكوب وتأثيره على العلوم؟ - ما هي الفائدة من التلسكوبات؟ - ما هي أكبر وأشهر التلسكوبات؟ - ما هي نتائج التحديق ومراقبة النجوم؟                                                    | 20 يونيو/حزيران 2016 |
| 16         | آينشتاين                   | تدور هذه الحلقة عن حياة العالم آينشتاين، وتسلط الضوء على مساهماته العلمية وصلاحيتها وأهمية معادلاته اليوم، بجانب تقديم أمثلة يومية حول تأثير آينشتاين في عالمنا بعد 100 عام من تطوير النظرية النسبية.                                                    | - كيف غيرت نظريات آينشتاين العالم؟ - كيف تؤثر نظريات آينشتاين على حياتنا اليومية؟ - لماذا تتصل اعتقاداته ونظرياته بهذا العصر؟                                                                                     | 21 يونيو/حزيران 2016 |
| 17         | حمية الدماغ                | تشرح هذه الحلقة تأثير الطعام على العقل والجسم، وذلك من أفضل الأغذية إلى الأسوأ، وتناقش مختلف الحميات لتحسين أداء الدماغ والجسم. وتعرضت الحلقة لمستقبل الغذاء كأداة للشفاء للأمراض كالخرف مثلًا، كما وذكرت أيضًا كيف تقدم العلم في هذا المجال.              | - كيف يؤثر الغذاء على عقل الانسان؟ - ما هي أفضل الحميات الغذائية؟ - كيف يساعد الغذاء على العلاج؟ - ماذا يحمل لنا المستقبل؟                                                                                        | 22 يونيو/حزيران 2016 |
| 18         | آلة الانفجار العظيم (سيرن) | تركز هذه الحلقة على لحظة استكشاف الكون وتكوّن الانفجار العظيم، كما وتسلّط أيضًا الضوء على أين وصل العلم اليوم في فهم مكونات المادة، وأهمية الأبحاث وعلاقتها بحياتنا اليومية.                                                                                | - متى وكيف بدأ الكون؟ - كيف تعمل سيرن؟ - ما هي أهميتها؟ - ما هي فيزياء الجزيئات؟ | 23 يونيو/حزيران 2016 |
| 19         | الهندسة الجينية            | تبحث الحلقة في موضوع الهندسة الوراثية وتطبيقاتها. والطريقة العلمية للتعديل على الحمض النووي على مستوى الخلايا. وتم استعراض تطبيقات الهندسة الوراثية في مجال الطب، والعلاج الجيني، والزراعة، وغيرها من الصناعات بجانب مستقبل الهندسة الوراثية.            | - ما هي هندسة الجينات؟ - ما هي استخداماتها؟ - مستقبل صحة الإنسان مع الهندسة الجينية. - موقع العلوم اليوم في الهندسة الجينية (التطبيقات).                                                                          | 24 يونيو/حزيران 2016 |
| 20         | الذاكرة                    | تقوم الحلقة باستكشاف الذاكرة من الناحية النفسية والفسيولوجية، كا وتتعمق في العلوم المتعلقة بالذاكرة وطريقة وأسباب تكوّن الذاكرة عند الإنسان، وكيفية قيام العقل بتذكّر بعض الأحداث ونسيان البعض الآخر.                                                      | - لماذا وكيف تتشكل الذكريات؟ - ماذا يحصل في العقل؟ - كيف يمكننا تطوير ذاكرتنا؟ - ما المساعدة التي تقدمها العلوم في هذا المجال؟                                                                                    | 25 يونيو/حزيران 2016 |
| 21         | إنترنت الأشياء             | تتحدث الحلقة عن إنترنت الأشياء، والتطبيقات الجديدة التي وصل إليها الإنسان في هذا المجال، من خلال تقديم التجارب والمجالات المستقبلية الموجودة. | - ما هو إنترنت الأشياء؟ - كيف سيساهم في تشكيل المستقبل؟ - التطبيقات الحالية. - ما هو مستقبل الإنترنت؟ | 26 يونيو/حزيران 2016 |
| 22         | الحب                       | تتحدث الحلقة عن الحب، وعن علاقة العلم به، حيث يتم تسليط الضوء على الجانب البيولوجي من الحب، وتأثيره على جسم الإنسان على المستوى الخلوي. يساعدنا ما توصل إليه العلم اليوم على فهم الحب من حيث الأسباب والنتائج.                                           | - ما هو الحب؟ - ماذا يحصل في أجسامنا عندما نحب؟ - الحب والجهاز العصبي. - الحب والتكنولوجيا. - ماذا يحمل لنا المستقبل في هذا الخصوص؟                                                                               | 27 يونيو/حزيران 2016 |
| 23         | الموسيقى                   | تقوم الحلقة بمناقشة علم الموسيقى وتأثيرها على العقل وعلى النظام العصبي، وقدرة الموسيقى على العلاج وتطوير الذكاء. ويتم تسليط الضوء على ما توصل إليه العلم في شرح هذا التأثير ومستقبل علم الموسيقى في العالم.                                              | - الموسيقى والعقل. - ما هو أثر الموسيقى علينا؟ - هل يمكن للموسيقى أن تشفينا؟ - ماذا يحمل لنا المستقبل؟ | 28 يونيو/حزيران 2016 |
| 24         | السرطان                    | تبحث هذه الحلقة في حقائق مرض السرطان، أسبابه، ومعدلات الشفاء منه. وشرح ماهية مرض السرطان بيولوجيًا وكيف ينمو في الجسم ويؤثر في خلاياه. ثم استعراض التطورات الطبية والتكنولوجية في هذا المجال، وأين يقف العلم اليوم وماذا يخبئ لنا المستقبل حول هذا المرض. | - ما هو مرض السرطان؟ - كيف يحدث هذا المرض؟ - إلى أي مرحلة يمكننا وقفه؟ (إيقافه أو معالجته) - العلاجات الحالية والمستقبلية.                                                                                        | 29 يونيو/حزيران 2016 |
| 25         | النوم                      | تبحث الحلقة في طبيعة النوم فيسيولوجيًا ونفسيًا، وتناقش مشاكل النوم المتكررة كمشكلة اختلاف التوقيت ومشكلة الأرق، مع تسليط الضوء على أهمية النوم لأجسامنا.                                                                                                   | - ما هو النوم؟ ولماذا ننام؟ - ماهو تأثير النوم على أجسامنا؟ - ما الذي يمنعنا من النوم؟ (اضطراب النوم) - كيف يساعد العلم في حل هذه المشكلة؟                                                                        | 30 يونيو/حزيران 2016 |
| 26         | الطباعة ثلاثية الأبعاد     | تقدم الحلقة فكرة الطباعة ثلاثية الأبعاد 3D عن طريق طرح تاريخ هذه التقنية وأمثلة لاستخدامها، وأخر ما توصل إليه العلم في هذا المجال إلى اليوم. كما تقوم بعرض بعض الأمثلة المستقبلية لاستخدامات هذه التقنية.                                                | - ما هي الطباعة ثلاثية الأبعاد؟ - نبذة عن تاريخها. - أين وكيف يتم استخدامها؟ - ماذا يحمل لنا المستقبل؟ | 1 تموز/يوليو 2016    |
| 27         | الأحلام                    | تقوم هذه الحلقة بمناقشة الأحلام، وكيفية حدوثها، وما يحدث للشخص أثناء الحلم. كما تطرح الحلقة موضوع الأحلام من الجانب العصبي وما قدمته لنا العلوم في هذا الخصوص بجانب التوقعات المستقبلية.                                                                 | - ما هو الحلم؟ - كيف نحلم؟ - الحلم والتكنولوجيا. - الحلم وتكنولوجيا الأعصاب. | 2 تموز/يوليو 2016    |
| 28         | العادات                    | تبحث هذه الحلقة بشكل علمي في موضوع العادات، كما وتشرح كيفية تكونها والتحكم بها. تطرقت الحلقة أيضًا لكيفية كسر هذه العادات باستخدام الوسائل الفسيولوجية والنفسية.                                                                                          | - ما هي العادات؟ - ماذا يحصل في العقل عندما تتكون العادات؟ - كيف يمكننا التخلص من العادات؟ - كيف نكون عادات جديدة؟ - ماهو تأثير العلوم على العادات؟                                                               | 3 تموز/يوليو 2016    |
| 29         | الكواكب الشبيهة بالأرض     | تأخذنا هذه الحلقة في رحلة في فضاء العلوم والاستكشافات المتعلقة بوجود كواكب أخرى شبيهة بالكرة الأرضية، وذلك من خلال تسليط الضوء على الخطوات العلمية والتكنولوجية التي قام بها الإنسان لتحقيق ذلك.                                                         | - ما هي الكواكب الصالحة للعيش؟ - ما الذي يؤهل أي كوكب لوجود الحياة عليه؟ - هل كوكب الأرض مميز؟ ولماذا؟ - هل وجدنا كواكب أخرى صالحة للعيش؟ - كيف نبحث عن هذه الكواكب باستخدام العلم؟                               | 4 تموز/يوليو 2016    |
| 30         | آخر لحظة                   | تناقش هذه الحلقة آخر المستجدات العلمية والطفرات التكنولوجية منذ بدء تصوير الحلقات وحتى موعد تصوير الحلقة الـ30، وهى فترة لا تتعدى أسابيع. | - ما مدى السرعة التي تحدث بها الطفرات العلمية والتكنولوجية؟ - ما هي آخر الاكتشافات الحديثة التى تحدث حاليًا بشكل يومي؟                                                                                             | 5 تموز/يوليو 2016    |

### الموسم الثاني
| رقم الحلقة | عنوان الحلقة                                | موضوع الحلقة | أسئلة الحلقة | تاريخ البث           |
| ---------- | ------------------------------------------- | --- | --- | -------------------- |
| 1          | الإنسان الخارق                              | تشرح الحلقة فكرة الإنسان الخارق الذي يمتلك قدرات غير طبيعية تفوق البشر، وتحاول الإجابة عن العديد من الأسئلة التي توضح إن كان الإنسان الخارق حقيقة أم خرافة.                                                                | - لماذا يمتلك البعض قدرات خارقة؟ - هل دماغهم مختلف؟ - هل هم خرافة؟ - ما هو الإنسان السايبورغ؟ - كيف تزيد التكنولوجيا من قدرات البشر؟ | 27 مايو/أيار 2017    |
| 2          | عِلْمُ الأعراق مَن نحن؟                         | تتبع هذه الحلقة رحلة طويلة قامت بها الجينات في أجسامنا على مدى مئات الألاف من السنين، حتى أصبحنا شعوباً مختلفة الأعراق. | - لماذا نحن مختلفون؟ - كيف تعددت أعراق البشر؟ - كيف تكونت الاختلافات التي تسببت في ظهور الأعراق؟ | 28 مايو/أيار 2017    |
| 3          | أغرب من الخيال.. مبنى كل طابق فيه يدور وحده | تلقي هذه الحلقة الضوء على شكل مباني المستقبل، وتشرح لنا معنى "المبنى الذكي" الذي يتفاعل مع ساكنيه ومع البيئة المحيطة عن طريق التكنولوجيا المتطورة.                                                                         | - ماهو المبنى الذكي؟ - ما التكنولوجيا المستخدمة فيه؟ - هل المبنى الذكي صديق للبيئة؟ - ما دور تقنية النانو في المباني الذكية؟ - ما هو مستقبل المباني الذكية؟                                                                                       | 29 مايو/أيار 2017    |
| 4          | السعادة 50% جينات.. من أين نأتي بالباقي؟    | كيف أصبح سعيداً؟ هذا السؤال شغل البشرية منذ آلاف السنين، وتشرح هذه الحلقة كيف انتقلنا من دراسة فلسفة السعادة، إلى البحث في ألية عمل "كيمياء السعادة" وكيف تقوم الهرمونات بالتأثير على أجسامنا وأدمغتنا.لماذا نشعر بالسعادة؟ | - لماذا نشعر بالسعادة؟ - هل السعادة هي المتعة؟ - هل هناك جين للسعادة؟ - لماذا نبكي حين نكون سعداء؟ | 30 مايو/أيار 2017    |
| 5          | ماذا يحدث لأجسامنا عند الصوم؟               | تشرح هذه الحلقة ماذا يحدث لأجسامنا حين نصوم، وكيف يعمل الصيام على تحفيز أدمغتنا، ويساعد في محاربة مرض السرطان، كما تشرح لنا مضار المبالغة في الصيام.                                                                       | - ما علاقة الصيام بالصرع؟ - ما الرابط بين الصيام والأنسولين؟ - كيف يحفز الصيام أدمغتنا؟ - ما هو الصيام المتقطع؟ | 31 مايو/أيار 2017    |
| 6          | غدًا الفضاء يكون وطنًا للبشر                  | تقوم هذه الحلقة بتسليط الضوء على التطور الذي حققه الإنسان في الفضاء، كما تلقي نظرة على التكنولوجيا المستقبلية التي ستحول ما كنا نعتبره خيالًا علميًا إلى حقيقة.                                                              | - أين وصلنا في الفضاء؟ - ما هي المهمات القادمة؟ - ماهو المصعد الفضائي؟ - هل سنستوطن باقي الكواكب؟ | 1 يونيو/ حزيران 2017 |
| 7          | مستقبل الماء فكّر فيما تَصنع                  | تكشف لنا هذه الحلقة عن الدور الخفي للمياه في حياتنا، والذي يتجاوز مجرد الشرب وإنتاج الطعام، والغسيل. | - ما نسبة المياه الصالحة للشرب على الأرض؟ - ما الدور الخفي للماء في حياتنا؟ - كيف نقلل من هدر المياه؟ - ماهي أحدث تكنولوجيا تنقية المياه؟ | 2 يونيو/ حزيران 2017 |
| 8          | ماذا تفعل بنا الشوكولاتة؟                   | تشرح هذه الحلقة سر شغف العالم بالشوكولا، وماذا يحدث لأجسامنا حين نتناولها، بالإضافة إلى تأثيرها على دماغ الإنسان.ما العلاقة بين الدماغ والمعدة؟                                                                            | - هل نحن مدمنون على الشوكولا؟ - ما علاقة الشوكولا بالدماغ؟ - ما العلاقة بين الشوكولا وصحة القلب؟ - هل تخفف الشوكولا من التوتر؟ | 3 يونيو/حزيران 2017  |
| 9          | النانو في كل مكان                           | تسلط الحلقة الضوء على تقنية النانو التي مهدت لظهور صناعة جديدة نرى منتجاتها في كل مكان حولنا، ولها دور هام في علاج العديد من الأمراض بما فيها السرطان.ما العلاقة بين الدماغ والمعدة؟                                       | - ما هو النانو؟ - ما فوائده؟ - كيف سيغير حياتنا؟ - هل له مخاطر؟ | 4 يونيو/حزيران 2017  |
| 10         | الدماغ والمعدة يسيران معًا في اتجاه واحد     | تشرح هذه الحلقة العلاقة الخاصة بين الدماغ والمعدة، وكيف تقوم المعدة أحياناً بالتصرف بشكل تلقائي بعيداً عن أوامر الدماغ. | - ما العلاقة بين الدماغ والمعدة؟ - هل تؤثر المعدة على الدماغ؟ - لماذا تعتبر المعدة دماغًا ثانيًا؟ - كيف تتحكم المعدة في السعادة؟ | 5 يونيو/حزيران 2017  |
| 11         | السوشيال ميديا ودماغ الإنسان                | تشرح هذه الحلقة كيف تؤثر مواقع التواصل الاجتماعي على أدمغتنا، ولماذا يدمن البعض على استخدامها؟ | - هل تسبب السوشيال ميديا الاكتئاب؟ - ما تأثيرها على الدماغ؟ - ماهي متلازمة الاهتزاز الوهمي؟ - كيف تكشف منشوراتك عن شخصيتك؟ - هل تؤثر السوشيال ميديا على وزنك؟                                                                                     | 6 يونيو/ حزيران 2017 |
| 12         | نكولا تسلا مخترع لا يمكن نسيانه             | تروي الحلقة سيرة المخترع نيكولا تسلا الذي لقّب بمخترع القرن العشرين بسبب ما قدمه من إنجازات واختراعات خدمت البشرية. | - ماذا فعل تسلا؟ - هل سبق عصره؟ - ما حقيقة اختراعاته؟ - ما الهدف الذي كان يسعى إليه؟ | 7 يونيو/حزيران 2017  |
| 13         | ألعاب الفيديو لا تُصدق كل ما تسمع            | تشرح الحلقة الآثار الإيجابية لألعاب الفيديو على الدماغ، ودورها في تحسين بعض المهارات عند الأطفال والشباب. | - هل ندمن الألعاب الإلكترونية؟ - ما تأثيرها على أجسامنا؟ - ما أثرها على التركيز؟ - كيف يكون اللعب مفيداً؟ | 8 يونيو/حزيران 2017  |
| 14         | الانتقال في المستقبل يكون خلال لحظات        | تنقلنا هذه الحلقة نحو المستقبل لنرى كيف ستتطور وسائل المواصلات، وتستعرض أهم المشاريع التي يتم التخطيط لها، والتي ستغير طريقة تنقلنا في البر والجو والبحر.                                                                  | - كيف سنتنقل في المستقبل؟ - ماهو الهايبر لوب؟ - ما مستقبل السيارات الطائرة؟ - مامستقبل طائرات الدرون؟ | 9 يونيو/حزيران 2017  |
| 15         | لماذا نُصاب بالكآبة؟                         | تشرح الحلقة موضوع الاكتئاب والفرق بين أن يكون الإنسان حزينًا أو مكتئبًا، وتوضح كيف تغير الأحداث الصعبة التي نعيشها من طريقة عمل دماغنا وأجسامنا.                                                                             | - هل أنت مكتئب أم حزين؟ - هل الاكتئاب وراثي؟ - كيف يؤثر الاكتئاب على الدماغ؟ - كيف يتم علاج الاكتئاب؟ - كيف نقي أنفسنا من الاكتئاب؟ | 10 يونيو/حزيران 2017 |
| 16         | البشر الخالدون هل سنعيش إلى الأبد؟          | تشرح الحلقة لماذا يكبر الإنسان في السن ويصاب بالشيخوخة، وهل هناك طريقة لإطالة عمر البشر وجعلهم يعيشون للأبد؟ | - لماذا نتقدم بالسن؟ - هل نستطيع استعادة الشباب؟ - لماذا يتم تجميد الجثث؟ - هل ستتمكن التكنولوجيا من إعادة البشر للحياة؟ - لماذا نتقدم بالسن؟ - هل نستطيع استعادة الشباب؟ - لماذا يتم تجميد الجثث؟ - هل ستتمكن التكنولوجيا من إعادة البشر للحياة؟ | 11 يونيو/حزيران 2017 |
| 17         | ماذا سنرتدي في المستقبل؟                    | تعرض الحلقة التطور الكبير في مجال التكنولوجيا القابلة للارتداء، ومستقبل هذه التكنولوجيا، كما تسلط الضوء على الطريقة التي ستسهل فيها حياتنا.                                                                                | - ما هي التكنولوجيا - القابلة للارتداء؟ - كيف ستجعل الحياة أسهل؟ - كيف تساعد في الحفاظ على الصحة؟ - ما هو مستقبلها؟ | 12 يونيو/حزيران 2017 |
| 18         | ماذا نعرف عن الثقوب السوداء؟                | تتحدث الحلقة عن ظاهرة غريبة موجودة في الكون وهي ظاهرة الثقوب السوداء التي حيرت العلماء بسبب غموضها. | - هل الثقوب السوداء موجودة؟ - كيف نعرف بوجودها؟ - لماذا نقوم بدراستها؟ - هل تكشفها موجات الجاذبية؟ | 13 يونيو/حزيران 2017 |
| 19         | العالم الافتراضي هل صار واقعاً؟              | تسلط هذه الحلقة الضوء على تكنولوجيا الواقع الافتراضي والواقع المعزز التي انتشرت بكثرة في السنوات الأخيرة، وتشرح كيف يتم استخدام تطبيقاتها في مختلف مجالات الحياة.                                                          | - ما الفرق بين الواقع الافتراضي والواقع المعزز؟ - ماذا تضيف هذه التكنولوجيا لحياتنا؟ - هل هي فكرة جديدة؟ - ماهي مجالات استخدامها؟ | 14 يونيو/حزيران 2017 |
| 20         | مستقبل جسم الإنسان                          | تشرح الحلقة مستقبل الأعضاء البشرية وكيف ستقوم التكنولوجيا بتقديم البديل للأعضاء التالفة التي فقدت القدرة على تجديد خلاياها.                                                                                                | - هل تحتاج الأعضاء البشرية للصيانة؟ - أين وصلنا في علم الأعضاء البشرية؟ - ما دور الطباعة ثلاثية الأبعاد في تطويره؟ - هل سيقدم التعديل الجيني البدائل؟                                                                                             | 15 يونيو/حزيران 2017 |
| 21         | الإرهاق                                     | تشرح هذه الحلقة لماذا قد يعاني الناس من الإرهاق مع شعور بالتعب الدائم، كما تلقي الضوء على مدى خطورة عدم تشخيص هذه الحالة وعلاجها.                                                                                          | - هل تشعر بتعب دائم؟ - هل الإرهاق رسالة من دماغك؟ - هل نمط حياتك هو السبب؟ - كيف تتجنب الإرهاق؟ | 16 يونيو/حزيران 2017 |
| 22         | كيف نعيش لمئة عام؟                          | تأخذنا هذه الحلقة في رحلة إلى المناطق الزرقاء التي يعيش فيها الناس لأكثر من مئة عام لنتعرف على تفاصيل حياتهم وسر صحتهم وسعادتهم.                                                                                           | - أين نعيش لمئة عام؟ - ما سر هذه البلاد؟ - ماهو نمط حياة سكانها؟ - ما الدروس التي نتعلمها من هذه المناطق؟ | 17 يونيو/حزيران 2017 |
| 23         | صناعات المستقبل.. قَلَق أم ذهول؟              | التطور الذي نعيشه حالياً هو نتيجة لتطور العلم والتكنولوجيا والصناعات، وهذه الحلقة تلقي نظرة على مستقبل الصناعات في ظل ما نشهده من قفزات علمية وتكنولوجية.                                                                   | - هل هناك صناعات ستختفي في المستقبل؟ - هل سيتم استبدالنا بالروبوتات؟ - ماعلاقة علم الجينات بمستقبل الصناعات؟ - هل سيصبح العالم بلا نقود؟ | 18 يونيو/حزيران 2017 |
| 24         | هل نحن وحيدون في هذا الكون؟                 | قد تكون هناك حياة في ما في هذا الكون الواسع، وقد لا نكون وحيدين فيه، وهذه الحلقة تشرح لنا لماذا غزت فكرة وجود المخلوقات الفضائية مخيلات الناس وهل هي حقيقة.                                                                | - هل نحن وحيدون في هذا الكون؟ - ما عدد الكواكب الصالحة للحياة؟ - أين هم الفضائيون؟ - هل هناك أشكال أخرى للحياة؟ - كيف نرصد وجودها؟ | 19 يونيو/حزيران 2017 |
| 25         | مستقبل الأوبئة المرعب                       | تشرح هذه الحلقة كيف كانت الأوبئة حوالي أوائل القرن العشرين القاتل الأكبر للبشر، وكيف صارت أقل انتشارًا بسبب التقدم العلمي.                                                                                                  | - لماذا تنتشر الأوبئة؟ - فيروسات طبيعية أم مخبرية؟ - كيف نواجه الأوبئة؟ - ماهي أخطر الفيروسات التي نعرفها؟ | 20 يونيو/حزيران 2017 |
| 26         | السُّكري وعِلاجات المستقبل                     | تتحدث الحلقة عن مرض السكري الذي ظل لقرون عديدة مرضًا غامضًا، يقتل بصمت، وتشرح لنا كيف أعطى العلم أملًا كبيرًا للمصابين به لعيش حياة طبيعية.                                                                                    | - ما هي أنماط السكري؟ - هل نستطيع التغلب عليه؟ - هل ستتكفل به التكنولوجيا؟ - ما هو مستقبل العلاج؟ - كيف نحمي أنفسنا من السكري؟ | 21 يونيو/حزيران 2017 |
| 27         | مستقبل الحروب                               | تسلط الحلقة الضوء على حروب المستقبل التي ستعتمد على أسلحة متطورة تستخدم تكنولوجيا فائقة الذكاء بدًا من الروبوتات، النانوتكنولوجي مروراً بالتعديل الجيني ووصولاً للذكاء الاصطناعي.                                             | - كيف ستبدو الحروب - في المستقبل؟ - هل سنشهد حروباً روبوتية؟ - هل ستنقذنا التكنولوجيا؟ - ما دور التعديل الجيني في هذه الحروب؟ | 22 يونيو/حزيران 2017 |
| 28         | الطريق إلى المريخ                           | تتحدث الحلقة عن الخطط العملاقة التي وضعتها البشرية للوصول إلى كوكب المريخ الذي أثار خيال الناس منذ فجر التاريخ. | - لماذا المريخ؟ - هل توجد حياة هناك؟ - هل هو خطوتنا القادمة؟ - من سيكون أول الواصلين؟ | 23 يونيو/حزيران 2017 |
| 29         | برمجة الدماغ... المستقبل الجميل             | تشرح الحلقة كيف أن الدماغ البشري يعمل بطريقة تشبه ألية عمل جهاز الحاسوب، الذي يحتوي على شبكة مسارات كهربائية لنقل الأوامر بين لوحة المفاتيح والشاشة.                                                                       | - كيف اكتشفنا نشاط الدماغ الكهربائي؟ - كيف يقرأ الحاسوب إشارات الدماغ؟ - هل التخاطر العقلي خيال؟ - كيف تعزز التكنولوجيا وظائف الدماغ؟ | 24 يونيو/حزيران 2017 |
| 30         | متى يكون المجرمُ بريئًا؟                      | تشرح الحلقة ما هو علم الأدلة الجنائية وكيف يتم تطبيقه في الكشف عن الجرائم وتحديد هوية مرتكبها. | - هل بصماتنا مختلفة بالفعل؟ - لماذا يحدث خطأ في تحليل البصمات؟ - هل تعتبر عينات الشعر وآثار الأسنان أدلة؟ - ما علاقة الكود الجيني بالأدلة الجنائية؟                                                                                               | 25 يونيو/حزيران 2017 |

## وقت وقنوات العرض
عُرِضَ البرنامج خلال شهر رمضان 1437 هـ/2016 على شاشة قناة إم بي سي. كما تم إعداد جزء ثانٍ للبرنامج بعد نجاح الأول، وقد عٌرض في شهر رمضان من سنة 1438هـ/2017.

## وصلات خارجية
- لحظة على موقع IMDb (الإنجليزية)

- الموقع الرسمي لبرنامج لحظة: لحظة إم بي سي
- الموقع الرسمي على يوتيوب: جينو ميديا على اليوتيوب